# Barka (fleuve)
Pour les articles homonymes, voir Barka.
Le Barka est un fleuve d'Érythrée et du Soudan qui prend sa source sur les plateaux d'Érythrée et qui rejoint l'Anseba sur les plaines soudanaises. Sa longueur est de 640 km.